# Oligoryzomys delticola
Oligoryzomys delticola је врста глодара из породице хрчкова (лат. Cricetidae). 

## Распрострањење
Врста има станиште у Аргентини, Бразилу и Уругвају.

## Станиште
Врста Oligoryzomys delticola има станиште на копну.

## Угроженост
Ова врста није угрожена, и наведена је као последња брига јер има широко распрострањење.

### Популациони тренд
Популација ове врсте је стабилна, судећи по доступним подацима.